# Tjärnmyrtjärnen (Vilhelmina socken, Lappland, 718395-151524)
Tjärnmyrtjärnen är en sjö i Vilhelmina kommun i Lappland och ingår i Ångermanälvens huvudavrinningsområde. Sjön har en area på 0,0743 kvadratkilometer och ligger 346,1 meter över havet.

## Delavrinningsområde
Tjärnmyrtjärnen ingår i det delavrinningsområde (718464-151482) som SMHI kallar för Mynnar i Lavabäcken. Medelhöjden är 362 meter över havet och ytan är 9,09 kvadratkilometer. Räknas de 2 avrinningsområdena uppströms in blir den ackumulerade arean 64,83 kvadratkilometer. Gransjöbäcken som avvattnar avrinningsområdet har biflödesordning 3, vilket innebär att vattnet flödar genom totalt 3 vattendrag innan det når havet efter 296 kilometer. Avrinningsområdet består mestadels av skog (52 procent) och sankmarker (26 procent). Avrinningsområdet har 0,08 kvadratkilometer vattenytor vilket ger det en sjöprocent på 0,8 procent.